# ساختمان ترانسپورتیشن (منهتن)
ساختمان ترانسپورتیشن (انگلیسی: Transportation Building) یک ساختمان اداری در خیابان برادوی، منهتن، نیویورک است.
این ساختمان که در سال ۱۹۲۷ افتتاح شده‌است دارای ۴۴ طبقه و ۱۶۶٫۱۲ متر ارتفاع می‌باشد.

## نگارخانه

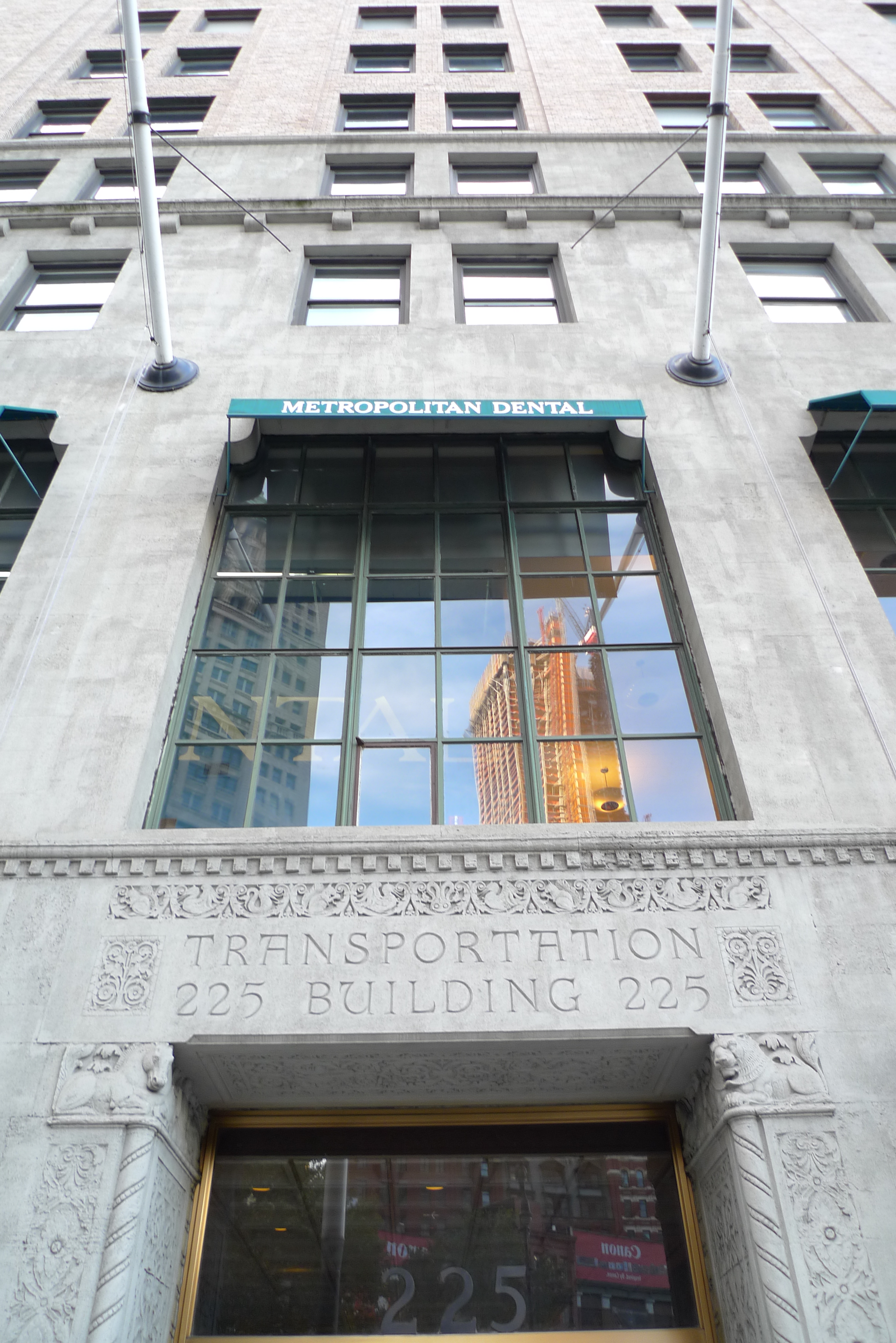
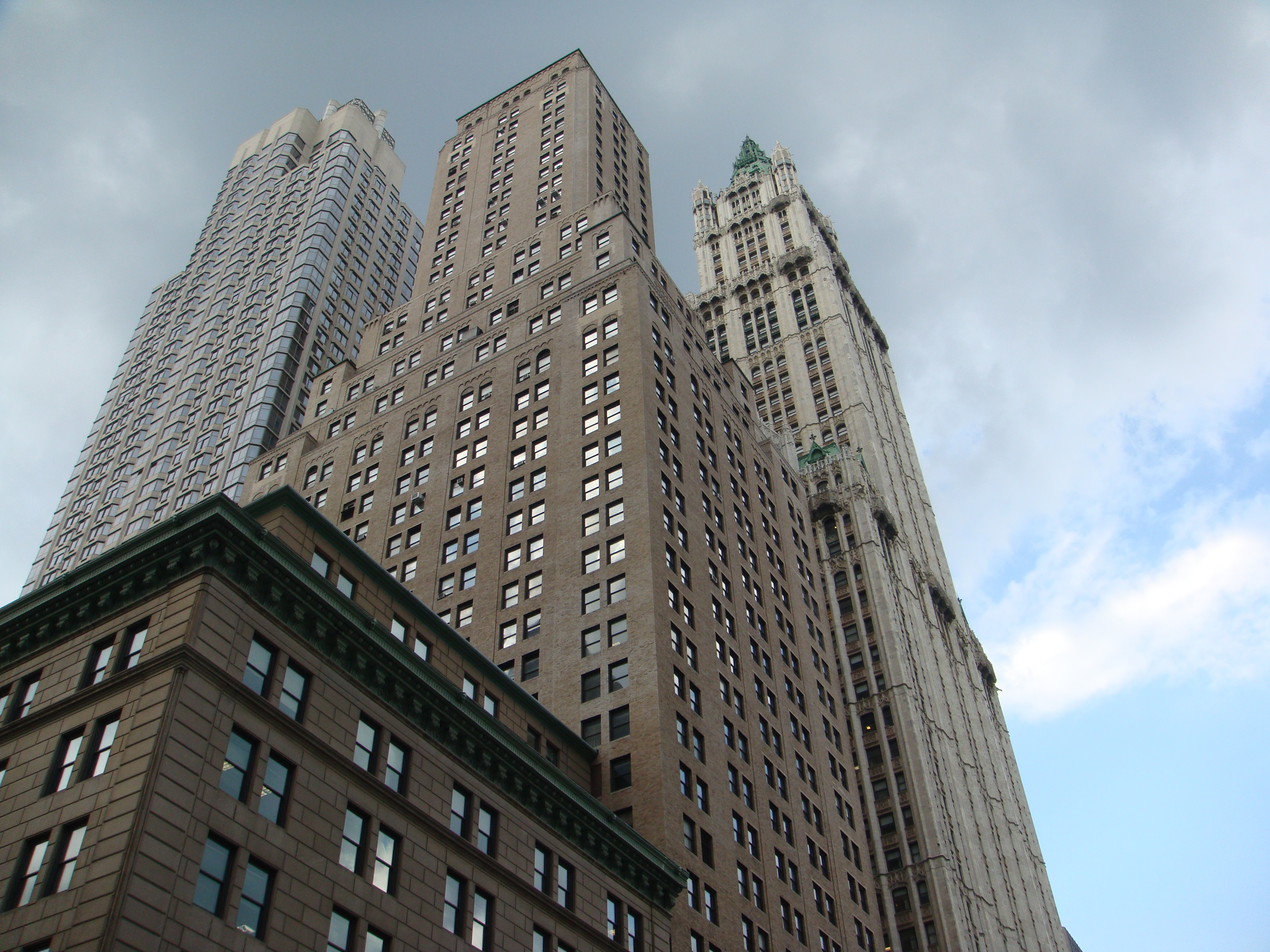
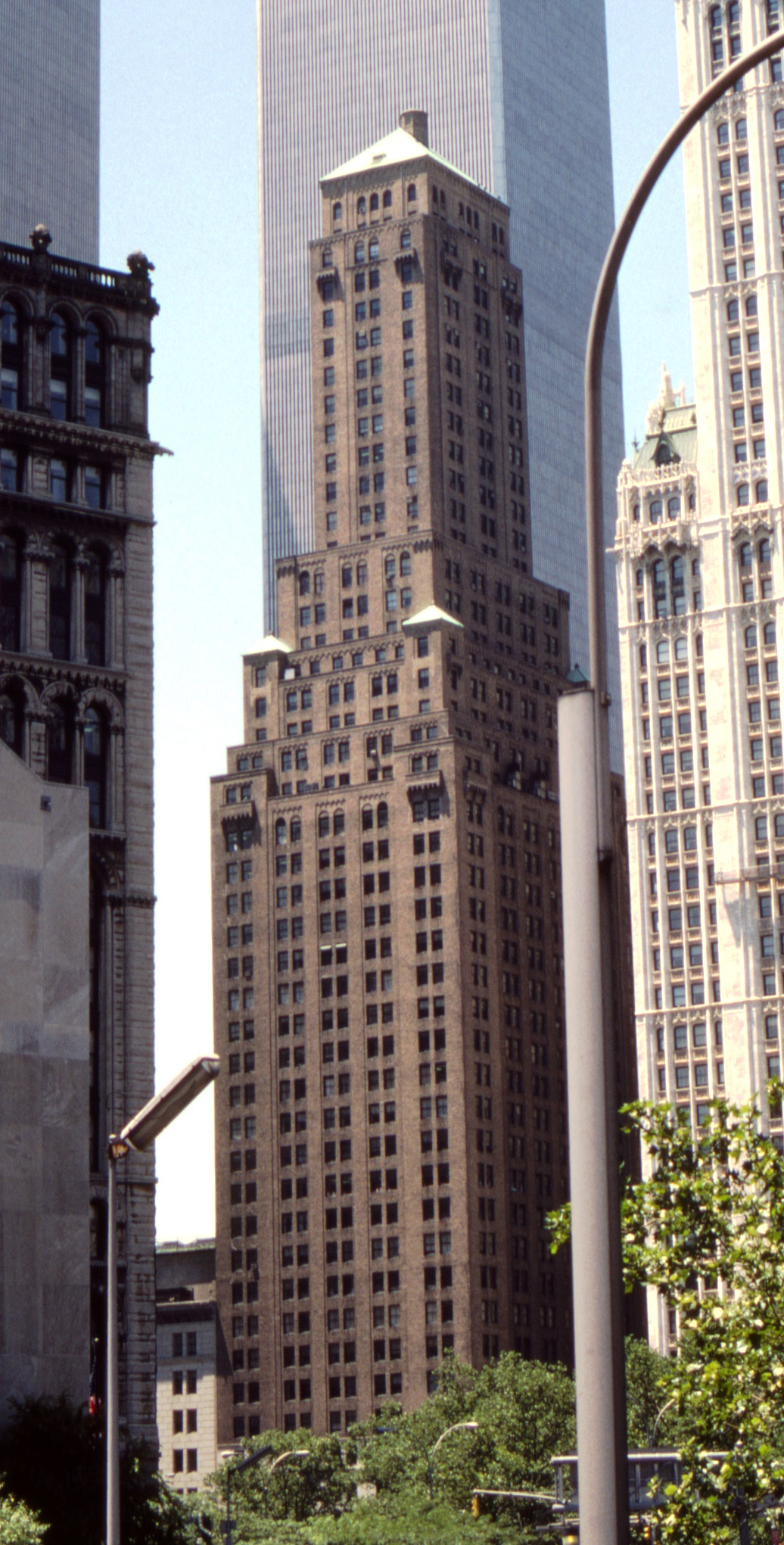